# 欧州連合の父
欧州連合の父（おうしゅうれんごうのちち、英語: Founding Fathers of the European Union）とは、欧州共同体（現在では欧州連合）に対して、多大な貢献をしたと考えられている男性のメンバーを指す。

## 欧州連合創立の父
欧州連合は、以下に欧州連合創立の父としてリストに挙げている。
- コンラート・アデナウアー (西ドイツ)
- ジョゼフ・ベッシュ (ルクセンブルク)
- ヨハン・ウィレム・ベイエン（英語版） (オランダ)
- ウィンストン・チャーチル (イギリス)
- アルチーデ・デ・ガスペリ (イタリア)
- ヴァルター・ハルシュタイン (西ドイツ)
- シッコ・マンスホルト (オランダ)
- ジャン・モネ (フランス)
- ロベール・シューマン (フランス)
- ポール＝アンリ・スパーク (ベルギー)
- アルティエロ・スピネッリ (イタリア)

上記以外の人物も含まれる事がある
。

## 欧州連合の提唱とローマ条約
リヒャルト・クーデンホーフ＝カレルギー(1894－1972)は、1923年に汎ヨーロッパ主義（パン・ヨーロッパ主義）を提唱し、国際汎ヨーロッパ連合のマニフェストを出版したのが最初である。1950年代初めに、ジャン・モネ(1888－1979)の計画を基に、ロベール・シューマン (1886－1963)がシューマン宣言の中で、欧州石炭鉄鋼共同体を提唱した。モネは欧州委員会の初代委員長に就任した。後にシューマンは欧州議会の委員長として奉職し、欧州統合を推進した人物として有名になった。
ローマ条約により創立した組織が、欧州経済共同体である。しかし、欧州連合創立の父のメンバーとして知られる中では条約に調印しなかった者もいた。例えばポール＝アンリ・スパーク(1899－1972)はベネルクス連合として既に勤務しており、初代欧州議会委員長となっていたため、調印しなかった。他に条約に調印した欧州連合創立の父のメンバーには、コンラート・アデナウアー(1876－1967)、ジョゼフ・ベッシュ(1887－1975)がいる。

## その他の人物
それ以外にも、欧州連合創立の父としてみなされているメンバーもいる:フランスの文豪として知られるヴィクトル・ユーゴー（1802年～1885年）は、1849年にパリで開かれた国際平和会議で、ヨーロッパ合衆国の概念を提唱した。ウィンストン・チャーチル(1874年～1965年)は1946年にチューリッヒで、長年温めてきた欧州評議会の創立を訴えた(数年後に実現した)。ジャック・ドロール(1925年～)は1980年代から1990年代にかけて欧州委員会委員長を長期にわたって務めた。シッコ・マンスホルト(1908年～1995年)はオランダの首相と兼任で欧州委員会委員長を務めた。ローレンツ・ナタリ(1922年～1989年)も含まれる。マリオ・ソアレス(1924年～2017年)はポルトガルの大統領として、ポルトガルをECに加盟させた。アルティエロ・スピネッリ(1907年～1986年)は欧州連邦主義運動を興した共産主義グループ所属の欧州議会議員であり、欧州連合設立条約草案を採択させたことで有名である。そして、ピエール・ヴェルナー(1913年～2002年)はルクセンブルクの首相になった。